# قاعدة بيانات السرطان الكونية
قاعدة بيانات السرطان الكونية (بالإنجليزية: COSMIC)‏ هو موقع بيانات على الإنترنت للطفرات المكتسبة جسديًا الموجودة في السرطان البشري. الطفرات الجسدية هي التي تحدث في الخلايا غير الجرثومية التي لا يرثها الأطفال، من الآباء (COSMIC)، وهو اختصار لعبارة (كتالوج الطفرات الجسدية في السرطان)، تختص تلك الخصية بجمع البيانات من الأوراق البحثية في الأدبيات العلمية والشاشات التجريبية واسعة النطاق من مشروع جينوم السرطان في معهد سانجر البحثي .    قاعدة البيانات متاحة بشكل مجاني للباحثين الأكاديميين ومرخصة تجاريًا للآخرين. 

## التاريخ
تم تصميم قاعدة بيانات (COSMIC) (كتالوج الطفرات الجسدية في السرطان) لجمع وعرض المعلومات عن الطفرات الجسدية المسئولة في السرطان. تم إطلاقه في عام 2004، ببيانات من أربعة جينات فقط، وهي HRAS ، و KRAS2 ، و NRAS ، و BRAF .  ومن المعروف أن هذه الجينات الأربعة تتحور جسديًا في السرطان. منذ إنشائها، توسعت بسرعة. بحلول عام 2005، كان COSMIC يحتوي على 529 جينًا تم فحصها من 115327 ورمًا، ووصفت 20981 طفرة.  في أغسطس 2009، احتوى على معلومات أكثر من 1.5 مليون تجربة تم إجراؤها، وتشمل 13423 جينًا في ما يقرب من 370000 ورم ووصفت أكثر من 90000 طفرة.  يتضمن التجربة الثامنة والأربعين من (COSMIC)، الذي تم إصداره في يوليو 2010، بيانات الطفرة من p53 بالتعاون مع الوكالة الدولية لأبحاث السرطان .  بالإضافة إلى ذلك، فقد قدم إحداثيات جينية محدثة لأحدث تركيبات الجينوم البشري المرجعي . تتضمن تجربة البيانات من أكثر من 2.76 مليون تجربة على أكثر من نصف مليون ورم.  يبلغ عدد الطفرات الناجحة في هذه التجربة 141,212 طفرة. 
يركز الموقع الباحثي على تقديم بيانات الطفرة المعقدة الخاصة بالنمط الظاهري بطريقة رسومية. آلية العمل يحصل الباحث علي الجينات من البيانات الجنية المختارة، في البداية في تعداد جينات السرطان، بالإضافة إلى البحث في الأدبيات من PubMed .